# Iphianissa armata
Iphianissa armata är en ringmaskart som beskrevs av Johan Gustaf Hjalmar Kinberg 1866. Iphianissa armata ingår i släktet Iphianissa och familjen Maldanidae. Inga underarter finns listade i Catalogue of Life.